# 遠山景朝
遠山 景朝（とおやま かげとも）は、平安時代末期から鎌倉時代初期の武将。遠山氏の初代。美濃国遠山荘の地頭。藤原利仁の流れを汲む加藤景廉の長男。

## 経歴
父親の加藤景廉は源頼朝の信任が厚く、鎌倉幕府成立後に御家人となり各地に荘園を与えられた。その荘園の中で美濃国恵那郡の遠山荘（現在の岐阜県恵那市・中津川市の中南部と瑞浪市の陶地区）を長男の景朝が相続して地頭となり、遠山氏を称し岩村城を本拠地として統治した。当初は加藤太郎と称したが、その後、遠山左衛門尉景朝と称した。
建仁3年（1203年）9月の比企能員の変において北条時政の命で比企能員を謀殺した仁田忠常を父親の景廉とともに倒して功を立てたと『吾妻鏡』に記されている。
承久元年（1219年）には鎌倉幕府の4代将軍と決まった九条頼経が、京都から鎌倉に向かう際に随行した。
承久3年（1221年）6月の承久の乱では、武田信光らと共に東山道の兵5万人を引き連れて、6月5日に大井戸(可児市の土田の渡)を渡り鵜沼の陣地を占めた。翌日、東海道を兵を率いて来た北条泰時の軍と合流し摩免戸(各務原市前渡)、印食の渡(岐南町上印食)を渡り、洲俣(墨俣)、杭瀬川の守も破って京へ攻め上り、瀬田や宇治の戦いで朝廷方に勝利した。その後北条泰時の命により、朝廷側の公家一条信能を遠山荘の岩村に連行し斬首した。
承久年間（1219年～1222年）、岩村城の敷地内に八幡神社を創建し、誉田別命及び配神として父の加藤景廉を祀った。
嘉禎元年(1235年)8月には、父・加藤景廉遺領の伊豆国狩野荘牧之郷の地頭職を弟の加藤景義と争い、鎌倉幕府評定衆の評議により勝訴した。
吾妻鏡によると嘉禎2年8月4日の条に、検非違使遠山判官とあり、仁治2年(1241年)正月の椀飯の記事に御行騰遠山大蔵少輔景朝と記載がある。
宝治元年（1247年）、京都大番役となる。
建長年間(1249年～1256年)に至るまで所々に名前の記載があるが、その後は記載が無く、建長年間に亡くなったものと推定される。
恵那市岩村町の武並神社には遠山景朝が祭神として祀られている。
長男の遠山景村(太郎右衛門)は、木曽川以北に進出し苗木遠山氏の初代となり、遠山景重(三郎兵衛)は、遠山荘南部の淡氣郷(手向郷)を受取り明知遠山氏の初代となり、遠山景員(六郎)が本家の岩村遠山氏を嗣いだ。